# Ойонна
Ойонна́ (фр. Oyonnax) — місто та муніципалітет у Франції, у регіоні Овернь-Рона-Альпи, департамент Ен. Населення — 22 277 осіб (01.01.2021).
Муніципалітет розташований на відстані близько 390 км на південний схід від Парижа, 85 км на північний схід від Ліона, 34 км на схід від Бург-ан-Бресса.

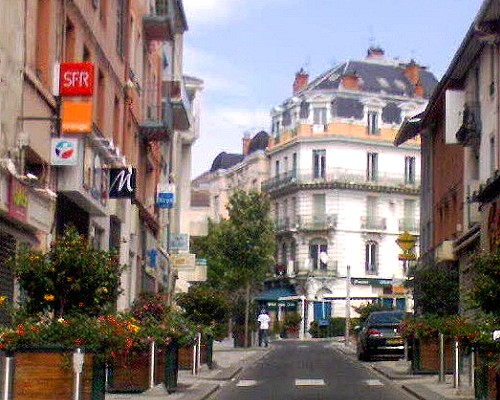

## Історія
До 2015 року муніципалітет перебував у складі регіону Рона-Альпи. Від 1 січня 2016 року належить до нового об'єднаного регіону Овернь-Рона-Альпи.

## Демографія
Динаміка населення (INSEE і Cassini ):
Розподіл населення за віком та статтю (2006):
| Стать | Всього | До 15 років | 15-24 | 25-44 | 45-64 | 65-85 | Понад 85 |
| --- | ------ | ----------- | ----- | ----- | ----- | ----- | -------- |
| Чоловіки | 11 748 | 2624        | 1509  | 3406  | 2852  | 1247  | 110      |
| Жінки | 11 879 | 2431        | 1540  | 3302  | 2773  | 1587  | 246      |
| \| Статево-вікова піраміда \| Статево-вікова піраміда \| Статево-вікова піраміда \| \| ----------------------- \| ----------------------- \| ----------------------- \| \| Чоловіки \| Вік \| Жінки \| \| 110 \| 85 + \| 246 \| \| 210 \| 80-84 \| 363 \| \| 280 \| 75-79 \| 354 \| \| 392 \| 70-74 \| 447 \| \| 365 \| 65-69 \| 423 \| \| 549 \| 60-64 \| 539 \| \| 848 \| 55-59 \| 717 \| \| 747 \| 50-54 \| 788 \| \| 708 \| 45-49 \| 729 \| \| 770 \| 40-44 \| 779 \| \| 837 \| 35-39 \| 816 \| \| 945 \| 30-34 \| 913 \| \| 854 \| 25-29 \| 794 \| \| 728 \| 20-24 \| 764 \| \| 781 \| 15-20 \| 776 \| \| 874 \| 10-14 \| 800 \| \| 810 \| 5-9 \| 699 \| \| 940 \| 0-4 \| 932 \| |        |             |       |       |       |       |          |
| Статево-вікова піраміда |        |             |       |       |       |       |          |
| Чоловіки | Вік    | Жінки       |       |       |       |       |          |
| 110 | 85 +   | 246         |       |       |       |       |          |
| 210 | 80-84  | 363         |       |       |       |       |          |
| 280 | 75-79  | 354         |       |       |       |       |          |
| 392 | 70-74  | 447         |       |       |       |       |          |
| 365 | 65-69  | 423         |       |       |       |       |          |
| 549 | 60-64  | 539         |       |       |       |       |          |
| 848 | 55-59  | 717         |       |       |       |       |          |
| 747 | 50-54  | 788         |       |       |       |       |          |
| 708 | 45-49  | 729         |       |       |       |       |          |
| 770 | 40-44  | 779         |       |       |       |       |          |
| 837 | 35-39  | 816         |       |       |       |       |          |
| 945 | 30-34  | 913         |       |       |       |       |          |
| 854 | 25-29  | 794         |       |       |       |       |          |
| 728 | 20-24  | 764         |       |       |       |       |          |
| 781 | 15-20  | 776         |       |       |       |       |          |
| 874 | 10-14  | 800         |       |       |       |       |          |
| 810 | 5-9    | 699         |       |       |       |       |          |
| 940 | 0-4    | 932         |       |       |       |       |          |

## Економіка
2010 року серед 14 404 осіб працездатного віку (15—64 років) 10 200 були активними, 4204 — неактивними (показник активності 70,8%, у 1999 році було 74,3%). З 10 200 активних мешканців працювало 8300 осіб (4585 чоловіків та 3715 жінок), безробітними було 1900 (996 чоловіків та 904 жінки). Серед 4204 неактивних 1130 осіб було учнями чи студентами, 1082 — пенсіонерами, 1992 були неактивними з інших причин.

У 2010 році в муніципалітеті числилось 9231 оподатковане домогосподарство, у яких проживали 22993,0 особи, медіана доходів виносила 14 562 євро на одного особоспоживача

## Персоналії
- Булай Діа — французький та сенегальський футболіст.

## Галерея зображень

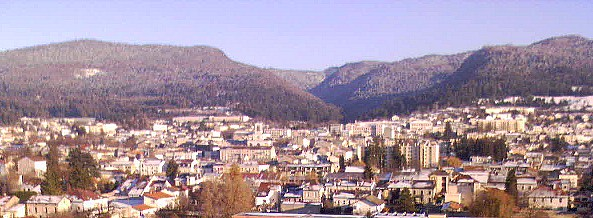
Панорама міста
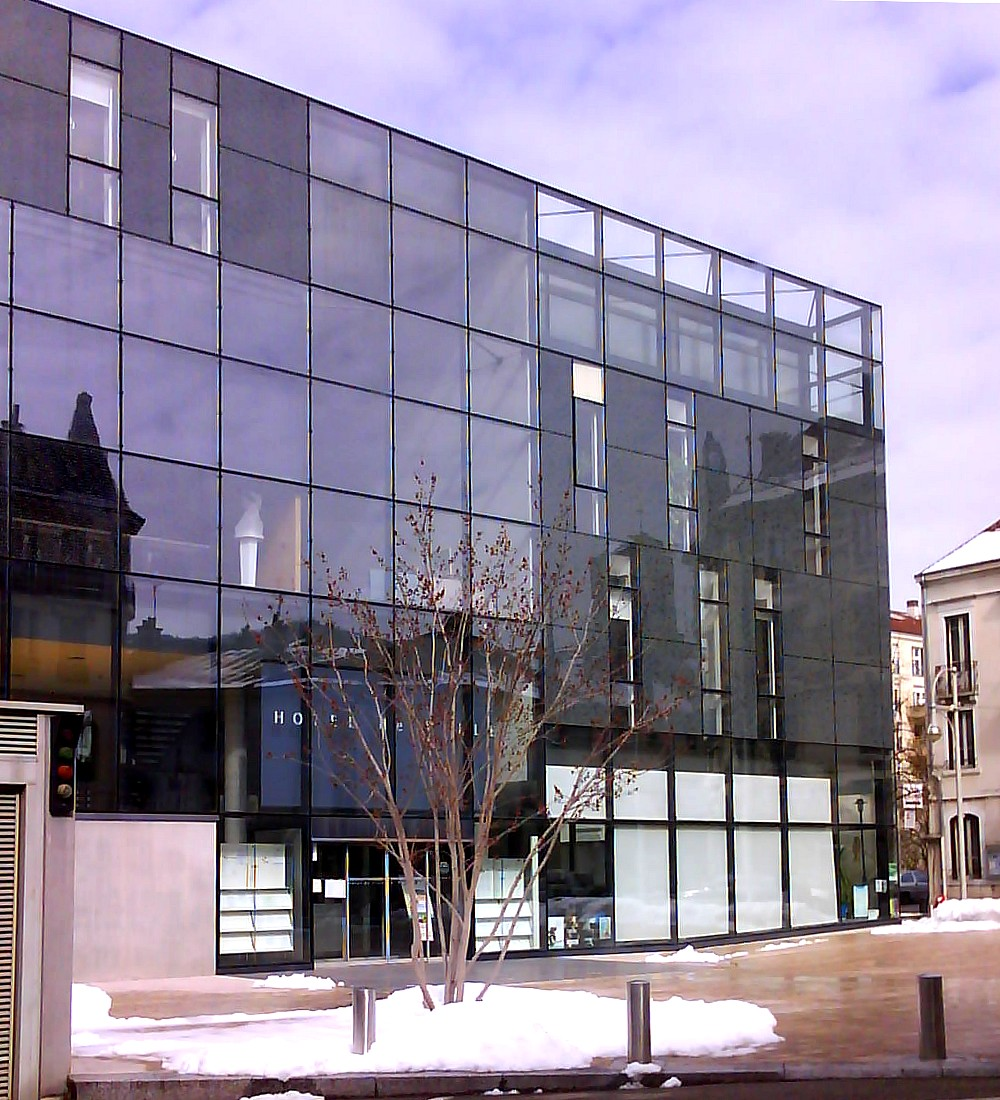
Міська ратуша
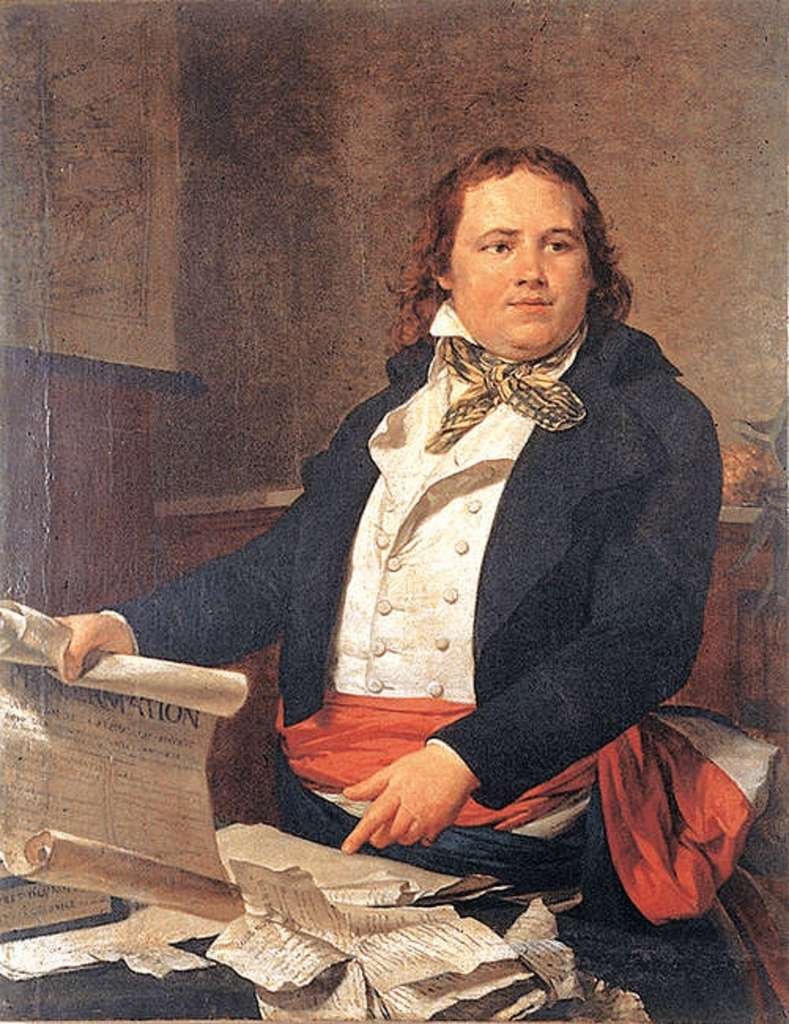
Портрет Лежер-Фелісіте Сонтона
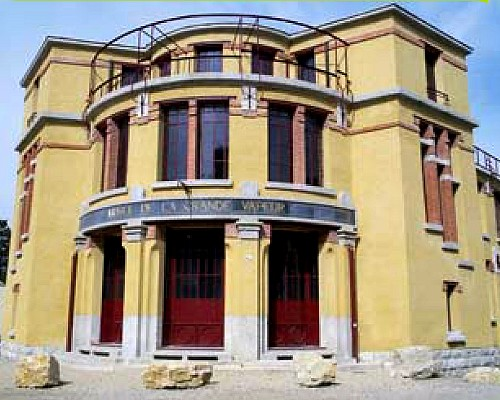
La Grande Vapeur
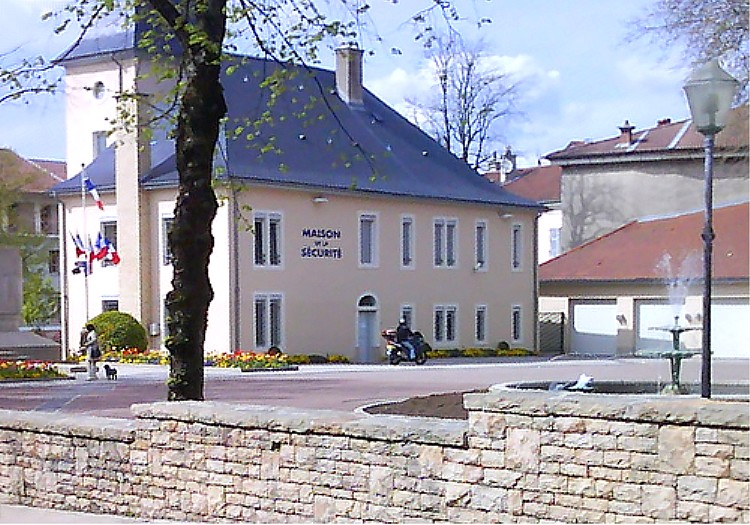
Дім Брюне
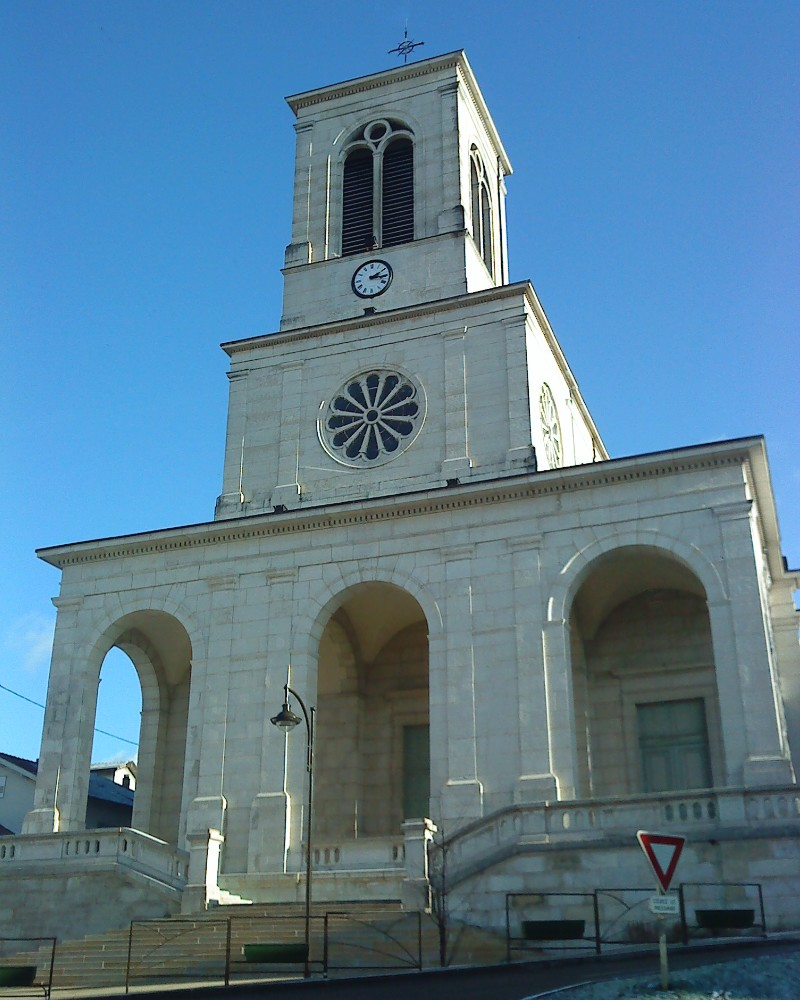
Церква св. Лежер
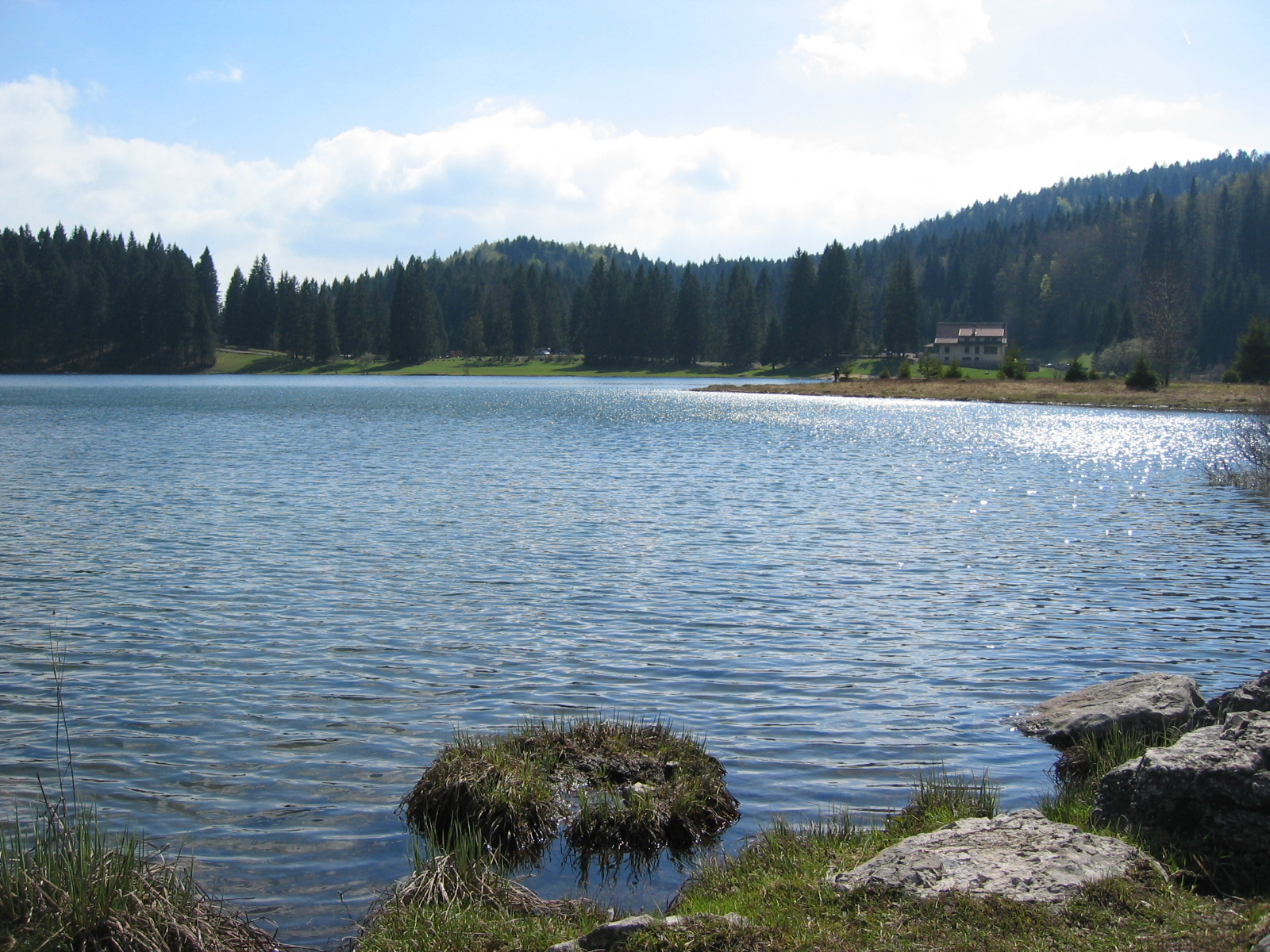
Озеро Генен
Культурний центрКультурний центр
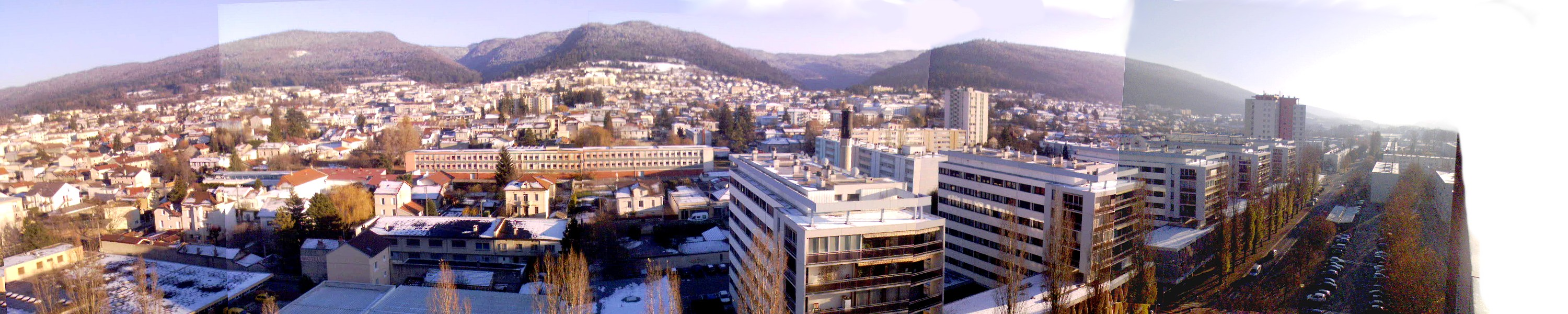
Панорама комуни